# Relatório do Plano Piloto de 1957

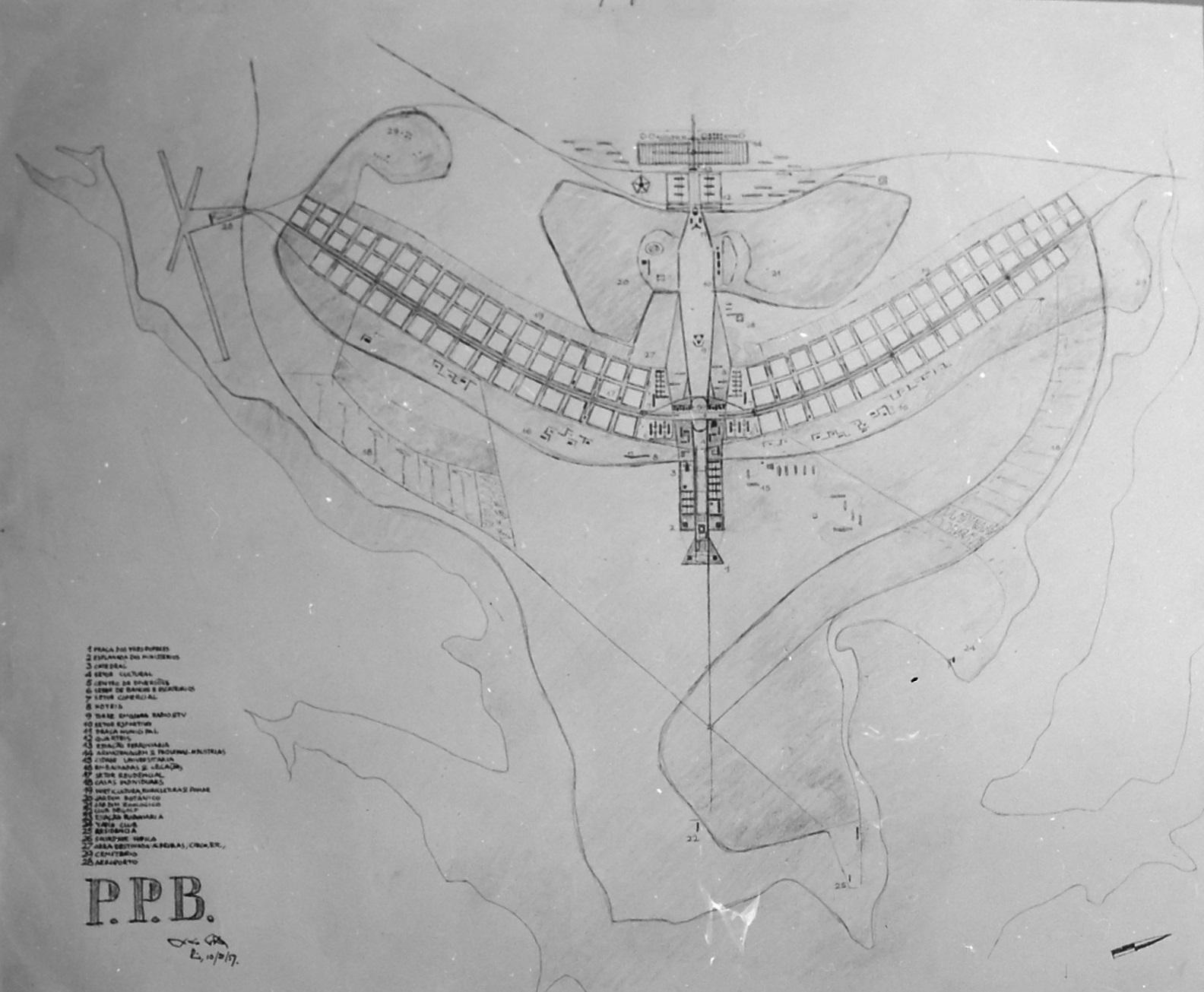
O Plano Piloto de Lúcio Costa foi entregue acompanhado de um relatório justificativo de 24 páginas.

O Relatório do Plano Piloto de Brasília de 1957 é o documento no qual o arquiteto e urbanista Lúcio Costa elabora pela primeira vez o plano urbanístico criado por ele para Brasília durante o processo de sua criação. O relatório de 24 páginas - o mínimo possível - contém 23 diretrizes, cada uma contendo instruções e sugestões sobre a forma, estrutura e identidade da futura cidade.
O Relatório foi um dos 26 projetos urbanísticos que fizeram parte do Concurso do Plano Piloto da Nova Capital do Brasil, promovido pela Companhia Urbanizadora da Nova Capital (Novacap), e que tinha como objetivo selecionar o plano estrutural de Brasília. O projeto de Lúcio Costa foi declarado vencedor de forma unânime em 16 de março de 1957, poucos dias depois de ser submetido à banca julgadora.
É considerado um projeto urbanístico simples e de fácil realização. Respeita, segundo o autor, os ideias que cercavam a construção da nova capital. Esses ideais seriam refletidos no plano de Costa por ele propor uma cidade como centro planejado para o trabalho, sendo ele ordenado e eficiente, e ao mesmo tempo sendo ainda um local aprazível, propício ao devaneio e à especulação intelectual. Essas características transformariam o novo interior do Brasil em um polo contagiante de cultura e desenvolvimento para o restante do país no futuro.

## Contexto

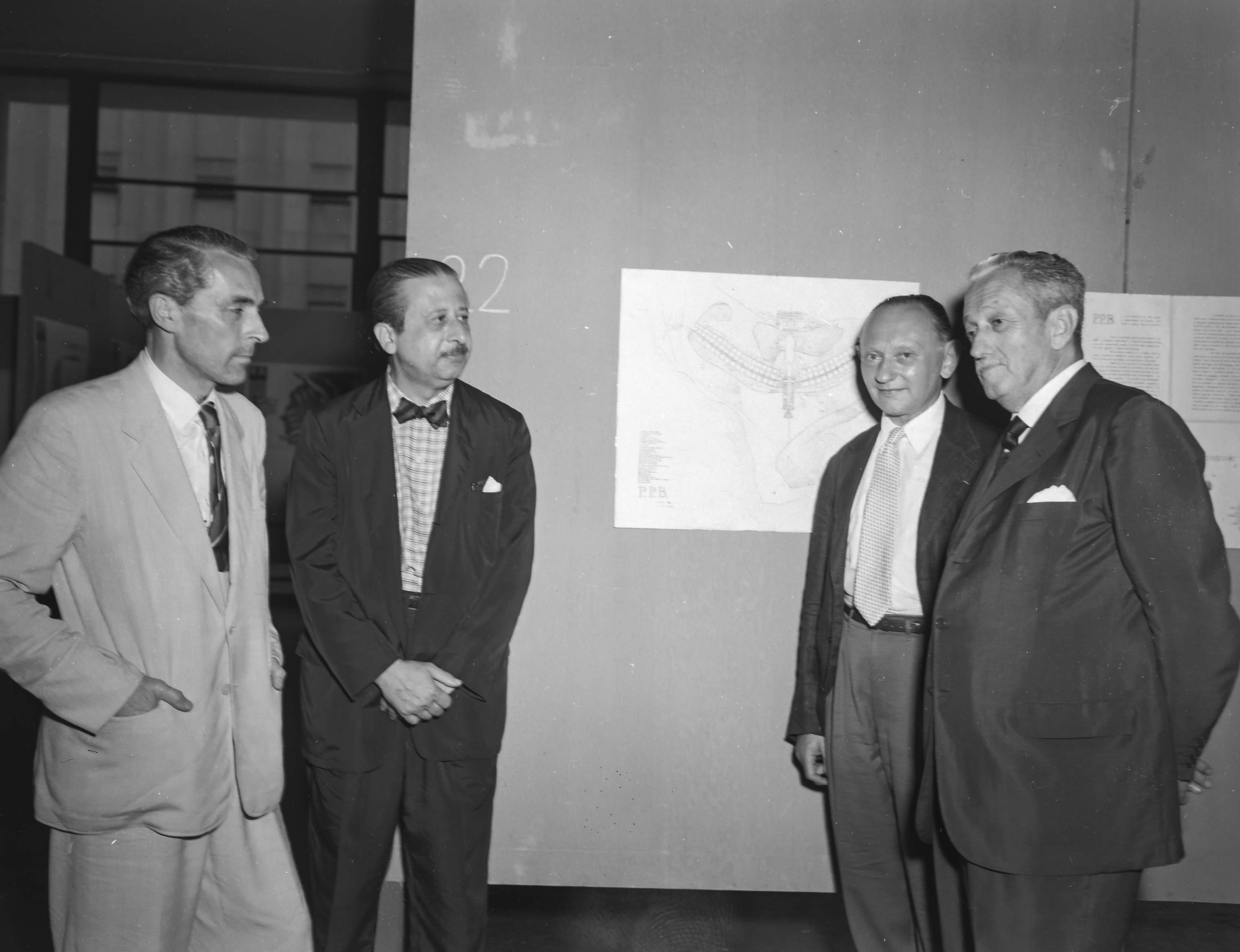
O projeto 22, de Lúcio Costa, em exposição. É possível ver o relatório ao lado da planta, a direita.

O documento concebido por Lúcio Costa foi elaborado como parte do Concurso para o Plano Piloto promovido pela Novacap para seleção do plano urbanístico de Brasília, lançado em 1956, quatro anos antes da inauguração de Brasília em 1960. O urbanista foi um dos últimos participantes a se inscrever, e entregou seu relatório escrito e desenhado a mão. O projeto urbanístico de Lúcio Costa foi declarado o vencedor do Concurso em 1957 por votação unânime da Comissão de Júri, formada por Israel Pinheiro, Oscar Niemeyer, Hidelbrando Barbosa, Paulo Antunes Ribeiro, William Holford, André Sive e Stamo Papadaki.
É neste documento que Lúcio Costa expõe pela primeira vez as linhas que dariam forma a Brasília. O primeiro desenho do manuscrito é, como define o urbanista, uma cruz, com duas linhas retas que se cruzam. Contudo o projeto foi sensível à topografia natural da área na qual a nova capital seria erguida e, para respeitar o escoamento natural das águas, uma das linhas da cruz foi arqueada.
O que garantiu a vitória ao plano urbanístico proposto por Costa foram, segundo a Comissão Julgadora do Concurso, dentre outras, a consideração dos dados topográficos, o grau de integração dos elementos urbanísticos, a ligação orgânica entre a cidade e os arredores e a expressão específica da sede do Governo.
Ao eixo arqueado foi conferida a função circulatória tronco, a qual receberia a concentração residencial. Esse eixo foi escolhido para tal função por conter as vias de acesso naturais à topografia do local onde Brasília estava sendo estabelecida. Isso facilitava o trânsito dos moradores, que precisariam entrar e sair da cidade com frequência por via terrestre.
Ao eixo reto transversal sobrou a função de abrigar os monumentos públicos da nova capital. Dessa maneira o centro administrativo, o setor cultural, o centro de diversões, o centro esportivo, a administração distrital, os centros cívicos, os quartéis, as zonas destinadas a armazenamento e abastecimento e a estação ferroviária seriam erguidos neste eixo. Com essa distribuição formal de funções entre os dois eixos cruzados elaborados no Relatório, o eixo transversal passou a ser chamado de Eixo Monumental do sistema urbanístico. Já o eixo arqueado passou a ser o Eixo Rodoviário-Residencial.

## Conteúdo
O documento é dedicado a José Bonifácio, Patriarca da independência, que já propunha a criação de uma nova Capital do Brasil com nome de Brasília no estado de Goiás em 1823.
Lúcio Costa foi cuidadoso para eliminar cruzamentos rodoviários no eixo arqueado, desenhando o que viria a se tornar uma marca registrada de Brasília, as tesourinhas. Além da preocupação com o trânsito de veículos, o urbanista também se preocupou com o trânsito de pedestres, contendo o projeto um plano estrutural acessível entre os deferentes eixos a quem percorre o caminho a pé.
O desenho de Brasília é originalmente uma cruz, para representar, segundo Lúcio Costa, o gesto primário de quem assinala um lugar no mapa ou dele toma posse. São dois eixos cruzando-se em ângulo reto. Porém, logo em seguida no relatório, o urbanista revela que devido à topografia local, para que as águas pudessem escoar naturalmente, a melhor orientação seria arquear um dos eixos, o que deu à nova capital um desenho semelhante a um avião.
Aplicou-se à Praça dos Três Poderes a chamada técnica de terrapleno, utilizada milenarmente no mundo oriental, como diz o autor. A terraplenagem nada mais é do que a transformação do terreno, acidentado naturalmente, em uma superfície perfeitamente plana. Essa técnica, segundo Lúcio Costa, confere à Praça a característica urbanística de permitir a plena visão do todo de um triangulo equilátero a partir de cada ponta que compõe essa estrutura. Cada extremidade desse triângulo formal contém a sede de um dos Três Poderes da República, e assim cada um dos poderes dispõe de vista plena para os demais na disposição urbanística dessa parte do Eixo Monumental.
A Esplanada dos Ministérios também obedece à técnica de terrapleno, sendo possível, através do mall inglês, o amplo gramado plano que separa as vias S1 e N1, a visão holística de todos os Ministérios a partir de uma das partes.
O Ministério da Educação foi projetado para ser o último prédio da sequência da Esplanada. Lúcio Costa elaborou tal projeção para que esse ministério pudesse estar próximo ao chamado Setor Cultural da cidade, no qual o Museu, a Biblioteca e o Planetário se encontram.
Lúcio Costa estabelece a arborização do eixo rodoviário-residencial, com extensas áreas verdes ao longo de todo o eixo, em cada quadra prevalecendo uma espécie de árvore diferente.
No documento o autor prevê diretrizes para a construção dos blocos residências e comerciais, o que confere certa unidade estrutural aos prédios residenciais e comerciais de Brasília. A numeração urbana típica de Brasília foi disposta no Relatório, que previa a identificação das quadras por números e dos blocos por letras.